# Creu de terme a Claravalls
La Creu de terme a Claravalls és una creu de terme de Claravalls, al municipi de Tàrrega (Urgell) inclosa a l'Inventari del Patrimoni Arquitectònic de Catalunya.

## Descripció
Amb una simple peanya molt erosionada i un fust nou, la creu de Claravalls, situada davant de l'ermita de la Mare de Déu dels Arcs, és una obra estilísticament heterògenia i d'iconografia remarcable. Les diferències d'execució entre el capitell i la creu fan pensar en la reutilització del cos immediat al fust per part de l'autor del coronament. És probable que el primer hagués estat integrat en una creu més antiga. La part superior del capitell, configurada pels dossers dels sants, i l'àbac de forma cònica amb un tancament vegetal inclou elements de tradició gòtica, com ara els arcs conopials i els florons arrissats. La sèrie de sants, molt erosionada en una de les seves cares, respon a la tipologia característica d'aquests capitells i reposa en una plataforma decorada amb un fris d'oves d'orientació clàssica. La creu en sentit estricte, els braços de la qual estan circumdats per una corona floral, presenta una sèrie de trets que permeten datar-la dins el segle xviii.
La figura del crucificat envoltada per raigs lluminosos reposa damunt d'una enorme calavera que substitueix el perfil del Gòlgota. Al dors hi ha una imatge de la Verge amb el Nen voltada del Tetramorf. El símbol situat als peus de la Verge, l'àngel de Sant Mateu, és l'únic que no apareix encerclat i forma part de la base de la creu grega. La combinació de la Mare de Déu amb els símbols dels evangelistes no és un motiu iconogràfic freqüent però compta amb precedents que haurien pogut servir de model indirecte a l'autor de la imatge.
La factura dels elements esculpits al XVIII no assoleix la definició de volums complexos sinó que tendeix a una estructuració planimètrica dels cossos, donant al conjunt un aire ingenu, malgrat l'assimilació de modismes d'època rococó.
És una creu de terme de tipologia llatina i flordeliselada on per una banda hi ha Crist Crucificat barbat i nimbat envoltat per quatre medallons situats als extrems dels braços de la creu. Cada uns d'aquests medallons porten inscrits interiorment uns personatges que per mal estat de conservació s'intueixen més que no pas s'aprecien directament. Deduïm que haurien de tractar-se de les representacions de Sant Joan Baptista, la Mare de Déu plorant, Adam ressuscitant i Crist sortint del sepulcre. Però això només pot tractar-se d'una hipòtesi perquè realment aquests medallons no són observats amb tanta precisió com per afirmar que sigui aquest model iconogràfic. En el revers de la creu, molt més ben conservada i visible, hi ha la Mare de Déu amb el Nen Jesús i envoltada lateralment per quatre medallons on hi ha inscrits els símbols dels 4 evangelistes. Tota la superfície està unida a una corona d'espines. El nus de la creu és també molt destacable estilísticament. Adopta una forma poligonal de nou costats articulada a partir de diferents pinacles gòtics. Aquests aixopluguen nous sants: Sant Jaume, Sant Andreu, Sant Pere, Sant Roc, i d'altres que s'aprecien amb claredat i, per tant, són difícils d'identificar, ja que no tenen els seus atributs.